# Baḥraynunā
Baḥraynunā (in arabo بحرﻳﻨﻨﺎ‎?) è il nome dell'inno nazionale del Bahrein (in arabo نشيد البحرين الوطني‎?, Nashīd al-Baḥrayn al-waṭanī). Esso è chiamato anche Baḥraynunā balad al-aman (Il nostro Bahrein terra di sicurezza).
Sono state realizzate due versioni differenti dell'inno, con la stessa melodia ma con parole diverse. Il primo inno fu utilizzato dall'indipendenza del Bahrein nel 1971 fino alla trasformazione dell'Emirato del Bahrain in regno nel 2002. La seconda versione è utilizzata dal 2002 fino ad oggi. Le parole originali sono state scritte da Muhammad Sidqi Ayyash, nato nel 1925. Il compositore della melodia è sconosciuto, ma fu in seguito arrangiata dal cantante e compositore Ahmad al-Jumayri, che modificò la melodia, facendola diventare quella dell'inno attuale, ampiamente utilizzato.